# Alsodeiopsis
Genre
Alsodeiopsis est un genre de plantes de la famille des Icacinaceae.

## Liste d'espèces
Selon NCBI (10 mars 2020) :
- Alsodeiopsis poggei
- Alsodeiopsis schumannii
- Alsodeiopsis staudtii

Selon The Plant List (10 mars 2020) :
- Alsodeiopsis chippii Hutch.
- Alsodeiopsis mannii Oliv.
- Alsodeiopsis poggei Engl.
- Alsodeiopsis rowlandii Engl.
- Alsodeiopsis schumannii (Engl.) Engl.
- Alsodeiopsis staudtii Engl.
- Alsodeiopsis tessmannii Engl.
- Alsodeiopsis zenkeri Engl.

Selon Tropicos (10 mars 2020) (Attention liste brute contenant possiblement des synonymes) :
- Alsodeiopsis bequaertii De Wild.
- Alsodeiopsis chippii Hutch.
- Alsodeiopsis glaberrima Engl. ex Hutch. & Dalziel
- Alsodeiopsis holstii Engl.
- Alsodeiopsis laurentii De Wild.
- Alsodeiopsis mannii Oliv.
- Alsodeiopsis oblongifolia Engl.
- Alsodeiopsis oddoni De Wild.
- Alsodeiopsis poggei Engl.
- Alsodeiopsis rowlandii Engl.
- Alsodeiopsis rubra Engl.
- Alsodeiopsis schumannii (Engl.) Engl.
- Alsodeiopsis staudtii Engl.
- Alsodeiopsis tessmannii Engl.
- Alsodeiopsis villosa Keay
- Alsodeiopsis weissenborniana J. Braun & K. Schum.
- Alsodeiopsis weissenborriana Bramw. & Schumann
- Alsodeiopsis zenkeri Engl.